# Аероживопис

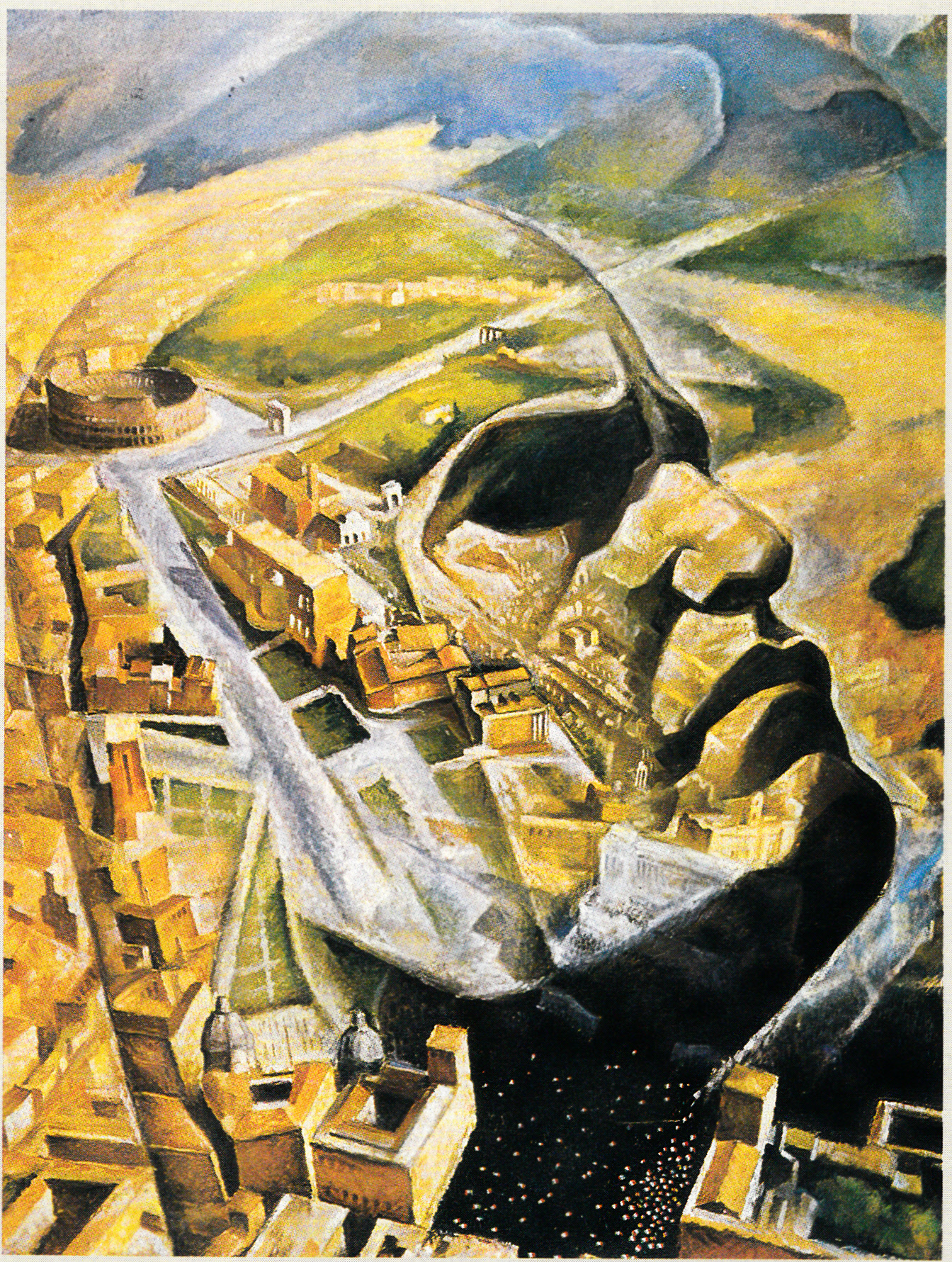
Аеровтілення Муссоліні Авіатора, Альфредо Амбросі, 1930 рік

Аероживопис (Aeropittura) був головним вираженням другого покоління італійського футуризму - з 1929 по початок 1940-х років.  Більшість аероживописців захоплювались польотами та новими технологіями,  і, в свою чергу запропонували літаки та повітряний простір як нові теми творчості. 
Аероживопис був напрочуд різноманітним за тематикою та настроєм, включаючи реалізм (особливо у пропагандистських творах), абстракцію, динамізм, тихі умбрійські пейзажі,  портрети Беніто Муссоліні (наприклад, Портрет Дотторі іль Дуче ), релігійні картини та ін. декоративне мистецтво. 

## Витоки
Аероживопис був започаткований в маніфесті 1929 р. « Перспективи польоту», підписаному Бенедеттою Каппа, Фортунато Деперо, Джерардо Дотторі, Філліа, Філіппо Томмазо Марінетті, Енріко Прамполіні, Міно Соменці і Гульєльмо Сансоні (Тато). Художники констатували, що "мінливі перспективи польоту являють собою абсолютно нову реальність, яка не має нічого спільного з реальністю, традиційно складеною земною перспективою", і що "Живопис з огляду на цю нову реальність вимагає глибокої зневаги до деталей і необхідності синтезу і перетворення всього ". Мистецтвознавець / історик Енріко Крісполті виділяє три основні "позиції" в аерографічній картині: "бачення космічної проєкції, що є найбільш типовим для" космічного ідеалізму "Прамполіні ...;" ревізія "повітряних фантазій, що іноді опираються на казку ( наприклад, у Дотторі ...) і свого роду авіаційний документалізм, який запаморочливо наближається до прямого поклоніння техніці (зокрема, у Тулліо Кралі, але також у Тато та Амбросі) ". 

## Художники
Загалом була понад сотня аероживописців. Найбільш здібними були Балла, Деперо, Прамполіні, Дотторі та Кралі. 
Фортунато Деперо був співавтором разом із Балла "Футуристської реконструкції Всесвіту" (1915 р.) - радикального маніфесту революції повсякденного життя. Він займався живописом, дизайном, скульптурою, графічним мистецтвом, ілюстрацією, дизайном інтер'єру, сценографією та керамікою.  Декоративний елемент виходить на перший план у подальшому живописі Деперо, напр Поїзд Народжений з сонця (1924). Він застосував такий підхід у дизайні театрів та комерційному мистецтві - наприклад, нереалізовані дизайни для « Chant du Rossignol » (1916) Стравинського , його великий гобелен « Двір великої ляльки » (1920) та багато його плакатів. 
Енріко Прамполіні проводив програму абстрактного і квазі-абстрактного живопису, поєднануючи це з кар'єрою в сценографії. Його Просторово-Ландшафтна Конструкція (1919) є квазі-абстрактною з великими плоскими ділянками  насичених кольорів, переважно червоного, оранжевого, синього та темно-зеленого. Його Одночасний Пейзаж (1922) абсолютно абстрактний, з плоскими кольорами і без спроби створити перспективу. У своєму Умбрійському ландшафті (1929), створеному в рік Маніфесту аероживопису, Прамполіні повертається до образотворчості, представляючи пагорби Умбрії. Але до 1931 р. він перейшов до «космічного ідеалізму», біоморфного абстракціонізму, що сильно відрізняєлось від його творів попереднього десятиліття, наприклад у « Пілоті Нескінченного» (1931 р.) Та « Біологічному викладі» (1940 р.). 
Херардо Дотторі вніс конкретний футуристський внесок у пейзажний живопис, який він часто демонструє з повітряної точки зору. Деякі його пейзажі здаються більш звичайними, ніж футуристські, наприклад, його Пейзаж на схилі гори (1925). Інші - драматичні та ліричні, наприклад "Чудо світла" (1931-2), яке використовує характерну високу точку зору на схематизований пейзаж з плямами блискучого кольору та ненатуралістичною перспективою, що нагадує доренесансний живопис. Більш типово футуристським є його головний твір - Триптих швидкості 1925 року. 
Дотторі був одним з основних прихильників футуристського сакрального мистецтва. Його картина Святий Франциск, що помирає у Порсюнколі, має сильний ландшафтний елемент і містичний настрій, переданий спотворенням, драматичним світлом і кольором. 
Розпис фресок посів місце у творчому доробку  футуристів та знайшов теоретичне обґрунтування в Маніфесті фрескового пластицизму в той час, коли в Італії обговорювалося відродження фрескового живопису.  Дотторі здійснив безліч фресок, включаючи Альтро Мондо в Перуджі (1927-8) та гідропорт в Остії (1928). 
Тулліо Кралі, художник-самоучка, приєднався до футуризму досить пізно,  1929 року. Він відзначається своїми реалістичним відтворенням літаків, які поєднують "швидкість, повітряну механізацію та механіку ведення повітряної війни".  Його найбільш ранні аероживописні твори  Повітряна ескадра та Повітряна дуель (обидва 1929 р.) змальовують військові літаки та зовні мало відрізняються від творів Прамполіні чи інших художників-футуристів. У 30-х роках його картини стали реалістичними, маючи намір передати глядачеві досвід польоту.  Його найвідоміший твір « Круте піке над містом» (1939) демонструє повітряне занурення з точки зору пілота, будівлі внизу намальовані в запаморочливій перспективі. Кралі продовжував випускати картини з аеротематикою в 1980-х роках. 

## Список художників
- Феделе Азарі
- Джакомо Балла
- "Барбара"
- Маріса Морі
- Уберто Бонетті
- Бенедетта Каппа
- Джузеппе Казеллі
- Ніно Коста
- Тулліо Кралі
- Джуліо Д'Анна
- Фортунато Деперо [6]
- Джерардо Дотторі
- Леандра Анжелуччі Коміназзіні
- Fillìa
- Sante Monachesi
- Піппо Оріані
- Освальдо Перуцці [7]
- Уго Поццо
- Енріко Прамполіні
- Альдо Рігетті
- Міно Россо
- Міно Соменці
- Тато